# Mauerquadrant (Sternbild)

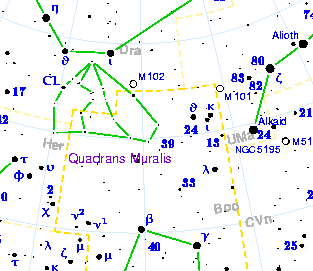
Karte des alten Sternbildes Mauerquadrant

Der Mauerquadrant (lateinisch Quadrans Muralis) ist ein Sternbild des Nordhimmels, das der französische Astronom Jérôme Lalande einführte – wahrscheinlich zu Ehren von Tycho Brahe, der das gleichnamige astronomische Messgerät zur Perfektion gebracht, und seine bedeutendsten Messungen damit gemacht hatte.
Der Mauerquadrant ist eine kleine Sterngruppe zwischen den offiziellen Sternbildern Herkules, Drache und Bärenhüter. Hauptstern ist der Stern CL Draconis, der eine Helligkeit von 4,95 mag hat.
Er ist im Sternatlas Uranographia von Johann Elert Bode und anderen neuzeitlichen Atlanten beschrieben, gehört aber nicht zu den 88 von der Internationalen Astronomischen Union (IAU) anerkannten Sternbildern. Es ist wohl das bekannteste der nicht mehr anerkannten Sternbilder, da der Radiant des starken Meteorstroms der Quadrantiden in diesem Gebiet liegt.